# Domenico Criscito
Domenico Criscito (ur. 30 grudnia 1986 w Cercola) – włoski piłkarz, który występował na pozycji lewego obrońcy.

## Kariera klubowa
Criscito rozpoczynał profesjonalną karierę w Genoi. W 2003 mając 16 lat zadebiutował w Serie B. Latem 2004 Genoa CFC sprzedała 50% jego karty Juventusowi za 150 tysięcy euro. Grał dwa sezony w młodzieżówce Juventusu. Wygrał wtedy wraz z nimi Młodzieżowe Mistrzostwo Włoch w 2006 oraz zdobył inauguracyjnego gola w finale przeciwko Fiorentinie. W sezonie 2006/2007 został wypożyczony do Genoi, lecz tym razem by grać w pierwszym składzie, udowadniając że jest jednym z najlepszych obrońców w Serie B i uzyskując na stałe miejsce w pierwszym składzie reprezentacji Włoch do lat 21.
W styczniu 2007 Juventus odkupił pozostałe 50% karty Criscito za ogólną kwotę 7,5 mln euro w rzecz której wchodzili dwaj piłkarze: Andrea Masiello i Abdoulay Konko oraz kwota 5,25 mln euro. Criscito podpisał nowy kontrakt z Juventusem do czerwca 2011. W styczniu 2008 po raz kolejny zostaje wypożyczony do Genoi, a w lecie zostało to wypożyczenie przedłużone o kolejny rok za 1 mln €. W 2009 działacze Genoi wykupili połowę praw do karty zawodnika. Latem 2010 działacze Starej Damy wyzbyli się wszelkich praw do karty zawodniczej Domenico. Działacze Starej Damy poinformowali również, że rozwiązanie tej sytuacji będzie kosztować kontrahentów 6 milionów euro płatne przez okres 3 lat.
27 czerwca 2011 Criscito został sprzedany do Zenitu Petersburg za kwotę 11 mln euro. 6 czerwca 2018 wrócił do Genui.
W 2023 roku zakończył karierę sportową.

## Kariera reprezentacyjna
Cristico ma za sobą występy w młodzieżowych reprezentacjach Włoch. Debiut w kadrze do lat 21 zanotował 14 listopada 2006 w towarzyskim meczu przeciwko Czechom, zmieniając Andreę Mantovaniego. Pierwszego gola dla zespołu U-21 zdobył natomiast 1 czerwca 2007 w spotkaniu przeciwko Albanii.
W seniorskiej reprezentacji Włoch Criscito zadebiutował 12 sierpnia 2009 w zremisowanym 0:0 towarzyskim pojedynku ze Szwajcarią. 1 czerwca 2010 Marcello Lippi powołał go do kadry na Mistrzostwa Świata w RPA.